# Kelemen Elemér
Kelemen Elemér (Eger, 1937. június 13. – Budapest, XI. kerület, 2022. október 28.) neveléstörténész, főiskolai tanár, miniszterhelyettes.

## Életútja
Szülei Kelemen Zoltán és Harrach Erzsébet voltak. Az ELTE BTK-n szerzett diplomát magyar-történelem szakon 1955 és 1959 között. 
1959 és 1964 között a dombóvári Apáczai Csere János Gimnázium tanára volt. 1964-től 1969-ig a kaposvári Tanítóképző Intézet könyvtárosa. Ezt követően 1983-ig a Somogy Megyei Továbbképzési Kabinet (Pedagógiai Intézet) igazgatója. 1983-tól 1984-ig az Országos Pedagógiai Könyvtár és Múzeum főigazgató-helyetteseként tevékenykedett. 
1984 és 1989 a Művelődési Minisztérium főosztályvezetője, majd 1989-től 1990-ig miniszterhelyettese. Ezután 1992-ig az Országos Pedagógiai Könyvtár és Múzeum főigazgatója, 1992-től 1994-ig főmunkatársa, 1994-től 1995-ig címzetes főigazgatója. 
1995 és 2006 között a Budapesti Tanítóképző Főiskola tanáraként dolgozott. Ugyanitt 1995 és 1999 között főigazgató. 2000-től 2002-ig az ELTE Tanító- és Óvóképző Főiskolai karának főigazgatója. 2006-tól nyugdíjas, 2008-tól emeritus professzor. 1999 és 2002 között Széchenyi professzori ösztöndíjas volt. 2008-tól a WJLF pedagógia szak megbízott oktatója.

## Kutatási területe
oktatástörténet, oktatáspolitika, neveléstörténet

## Tudományszervezői tevékenységei, tisztségei
- 1991–2002 az MTA neveléstörténeti albizottság elnöke, 2003– tb. elnök,
- 1999– a Pedagógiai Bizottság,
- 2003– a Művelődés történeti Bizottság tagja.
- 1972–89 a Pedagógiai Szemle szerkesztő bizottság tagja,
- 1984–89 a Tanító szerkesztő bizottság elnöke,
- 1979–83 az Iskolai Szemle felelős szerkesztő,
- 1991– a Neveléstörténeti Tájékoztató szerkesztő bizottság elnöke,
- 1994– a Magyar Pedagógia szerkesztő bizottság tagja,
- 1996–2001 a Pedagógusképzés felelős szerkesztő,
- 2001– a szerkesztő bizottság tagja,
- 2007– a Könyv és Nevelés szerkesztő bizottság tagja.
- 1996–2005 az Országos Köznevelési Tanács tagja,
- 2003–2005 a pedagógus-továbbképzési bizottság elnöke
- 1990– az Ezeréves a Magyarországi Iskola Alapítvány kuratóriumának elnöke
- 1994– az Iskola történeti Emlékbizottság ügyvezető igazgatója

## Címek, fokozatok, kitüntetések
- Apáczai Csere János-díj (1979)
- A történelemtudományok kandidátusa (1981)
- Kiss Árpád-emlékérem (1986)
- Xantus János-díj (1986)
- Comenius-emlékérem (1992)
- Trefort Ágoston-díj (1998)
- Somogy Megye Pedagógiai Díja (1998)
- Gyertyánffy István-emlékérem (2000)
- Eötvös József-emlékplakett (2002)
- az ELTE emlékérme (2002)
- Eötvös-gyűrű (2005)

## Főbb művei
- Somogy megye művelődésügye 1918–1919 (1970)
- Néptanítók Somogyban a dualizmus korában (1976)
- Somogy megye népoktatása 1868–1918 (1986)
- A kisiskola a magyar oktatás történetében (1993)
- Pedagógiai olvasókönyv (társszerző, 1993)
- Az oktatási törvénykezés változásai (Setényi Jánossal, 1994)
- Ezeréves a magyar iskola. Lapok a neveléstörténetből (1994)
- 1000 éves a magyar iskola. Neveléstörténeti képes kronológia (Jáki Lászlóval, Kardos Józseffel, 1996)
- Neveléstörténet problématörténeti alapon (Gáspár Lászlóval, 1999)
- Művelődéspolitikai és pedagógiai szempontok a hazai iskolatípusok tanterveiben 1868–1945 (társszerző, 1999)
- A magyar felsőoktatás évszázadai (Kardos Józseffel, Szögi Lászlóval, 2000)
- Centuries of Hungarian higher education; szerk. Kardos József, Kelemen Elemér, Szögi László, angolra ford. Penney Éva; Nemzeti Tankönyvkiadó, Budapest, 2001
- Hagyomány és korszerűség. Oktatáspolitika a 19–20. századi Magyarországon (2002)
- A tanító a történelem sodrában. Tanulmányok a magyar tanítóság 19–20. századi történetéből (2007)

## Róla szóló írások
- Donáth Péter: KELEMEN ELEMÉR EMLÉKEZETE. POLYMATHEIA: MŰVELŐDÉS ÉS NEVELÉSTÖRTÉNETI FOLYÓIRAT (2732-2092 2732-2521): XIX 3-4 pp 277-284 (2023) http://www.polymatheia.hu/images/pdf/pdf_105.pdf
- Lányi Katalin: Múltba tekintő (1. rész) : Kelemen Elemér: A tanító a történelem sodrában : (Iskolakultúra. Pécs, 2007., Iskolakultúra-könyvek 32. sorozat. Szerkesztő: Géczi János.) Tanító : módszertani folyóirat, 2009. (47. évf.) 3. sz. 9-11. old. Teljes szöveg:
- Lányi Katalin: Múltba tekintő (2. rész) : Kelemen Elemér: A tanító a történelem sodrában Tanító : módszertani folyóirat, 2009. (47. évf.) 4. sz. 16-17. old. Teljes szöveg:
- Pálfi Melinda: Kelemen Elemér: A tanító a történelem sodrában. (Pécs : Iskolakultúra, 2007.) Képzés és gyakorlat = Training & Practice, 2007. (5. évf.) 3. sz. 120-122. old. Teljes szöveg:
- Pornói Imre: Kelemen Elemér: A tanító a történelem sodrában Teljes szöveg (HTML) Neveléstörténet = History of Education = Erziehungsgeschichte = Histoire pädagogie, 2007. (4. évf.) 3-4. sz. 167-168. old. Teljes szöveg:
- Donáth Péter: Hagyomány és korszerűség. Századok, 137. évf. (2003) 3. sz. 749-757. http://real-j.mtak.hu/13754/1/Szazadok_2003.pdf
- Nagy Zoltán : Tanítósors. Kelemen Elemér: Néptanítók Somogyban a kiegyezés korában (Somogyi almanach 34–35.) Könyvismertetés Somogyi honismeret, 2002. (32. évf.) 1. sz. 95–101. old.
- Nagy Péter Tibor: Kelemen Elemér – Setényi János: Az oktatási törvénykezés változásai. Hazai és nemzetközi áttekintés Magyar pedagógia, 1997. (97. évf.) 2. sz. 191-195. old.
- Döbrössy János: Kardos József-Kelemen Elemér: 1000 éves a magyar iskola [recenzió] Módszertani lapok. Ének-zene, 1996. (3. évf.) 3. sz. 30-31. old.
- Gérnyi Ferencné Kelemen Elemér: Ezeréves a magyar iskola [recenzió] Módszertani lapok. Könyvtárhasználattan, 1995. (2. évf.) 1. sz. 40-42. old.
- Nagy Péter Tibor: Kelemen Elemér : Somogy megye népoktatása közoktatásunk polgári átalakulásának időszakában (1868-1918) Magyar pedagógia, 1987. (87. évf.) 1. sz. 75-78. old.
- Tordai György: Kelemen Elemér: Néptanítók Somogyban a kiegyezés korában. (Somogyi almanach 34-35.) Kaposvár, 1982 Teljes szöveg (PDF) Levéltári közlemények, 1985. (56. évf.) 2. sz. 255-256. old. Teljes szöveg: Hungaricana
- Simon Gyula: Kelemen Elemér : Néptanítók Somogyban a kiegyezés korában Magyar pedagógia, 1983. (83. évf.) 1. sz. 89-91. old.
- Mészáros István: Kelemen Elemér: Néptanítók Somogyban a kiegyezés korában. – Szerk.: Kanyar József Pedagógiai szemle, 1983. (33. évf.) 3. sz. 305-306. old.
- Paál László: Művelődéstörténet és művelődéspolitika. Interjú dr. Kelemen Elemér kandidátussal Somogy : A Somogy Megyei Tanács kulturális folyóirata , 1981. (9. évf.) 4. sz. 91–93. old.
- Szili Ferenc: Kelemen Elemér: Somogy megye művelődésügye a Tanácsköztársaság idején Somogy : A Somogy Megyei Tanács kulturális folyóirata , 1971. (2. évf.) 3. sz. 85–86. old.
- https://archive.org/download/Conferences_SHS_2020s/Nagy_Peter_Tibor_Megemlekezes_Kelemen_Elemerrol_20230113.mp4